# Carmen Domingo Sanchís
Carmen Domingo Sanchís (Valencia, 29 de noviembre de 1875 - Madrid, 3 de mayo de 1953) fue una tiple española entre los siglos XIX y XX.

## Biografía
Se casó en Córdoba el 30 de julio de 1903 con Antonio Jaén Morente. Pronto vinieron desavenencias y fricciones, a causa del temperamento de ambos, y terminaron separándose. Tuvieron un hijo, Antonio, muerto antes de cumplir un año, y una hija, Magdalena.

## Carrera profesional
Inició su carrera como cantante de zarzuela grande. Cantante de zarzuelas en el Teatro Real de Madrid, el maestro Serrano le escribió algunas de sus obras.
En 1899 estrenó en el teatro Parish de Madrid La cara de Dios de Chapí. En 1900 seguía formando parte de la compañía que actuaba en el teatro Parish bajo la dirección de Miguel Soler y así, a comienzos de 1901, intervino en el estreno de Covadonga de Tomás Bretón.
En 1903 ya se había pasado al género chico, siguiendo el ejemplo de otros muchos cantantes. Interpretó a Amparo en el estreno de Moros y cristianos en Valencia, (1905); meses después en el mismo año estrenó en el Apolo de Valencia El roder de Salvador Giner, ya que era una de las tiples habituales del teatro lírico valenciano.
En 1907 triunfó en el Apolo de Valencia con Sangre moza. En 1908 era primera tiple de la compañía del teatro de la Zarzuela y fue contratada por los compositores Amadeo Vives y Vicente Lleó que estaban formando un elenco con lo mejor del panorama artístico.
Actuó en Valencia, en el teatro Ruzafa, bajo la dirección de Patricio León, y formó parte de la compañía que inauguró el Teatro Serrano en Valencia en 1910.
Sobre La Sonata de Grieg, con libreto de Federico Romero y Guillermo Fernández-Shaw, entresacamos la siguiente cita sobre Carmen Domingo:

Dediquemos una mención especial a la actuación de Carmen Domingo, que embelleció la excelsa partitura con el encanto de su voz de oro. Aquella voz antigua, tan nueva, tan dulce siempre...
G. Conde, El Diario de Valencia, 9/12/1916

En 1924 estrenó La linda tapada de Francisco Alonso. Se mantuvo en activo hasta 1928.

## Registros sonoros
En el catálogo de la Biblioteca Nacional de España obran 30 grabaciones sonoras desde el año 1905 hasta el 1927.